# Emin Hasić
Emin Hasić (Angered, 8 febbraio 2003) è un calciatore svedese, difensore dell'Osijek.

## Carriera

### Club
Cresciuto nel settore giovanile dell'Häcken, nel gennaio del 2021 è stato acquistato dal Lecce che lo ha assegnato alla formazione Primavera. Divenuto titolare in breve tempo, il 9 giugno 2023, nella finale scudetto contro la Fiorentina, ha segnato il gol che ha consegnato il titolo ai salentini con un colpo di testa all'ultimo minuto del secondo tempo supplementare.
Nell'estate del 2023 ha lasciato il club giallorosso a parametro zero ed è tornato in Svezia all'IFK Värnamo in prima divisione; il 1º ottobre 2023 ha debuttato a livello professionistico nell'incontro di campionato vinto 3-2 contro il Mjällby. Complessivamente ha totalizzato 4 presenze nell'Allsvenskan 2023 e 11 nella prima parte dell'edizione dell'anno seguente, fintanto che è stato ceduto.
Il 13 agosto 2024 è stato acquistato a titolo definitivo dall'Osijek, club della prima divisione croata, con cui nella stagione 2024-2025 ha messo a segno 2 reti in 15 partite di campionato giocate.

### Nazionale
Ha giocato con le nazionali giovanili svedese Under-15, Under-16, Under-17, Under-19 ed Under-21.

## Statistiche

### Presenze e reti nei club
Statistiche aggiornate al 25 luglio 2025.
| Stagione           | Squadra            | Campionato         | Campionato | Campionato | Coppe nazionali | Coppe nazionali | Coppe nazionali | Coppe continentali | Coppe continentali | Coppe continentali | Altre coppe | Altre coppe | Altre coppe | Totale | Totale | Totale |
| Stagione           | Squadra            | Comp               | Pres       | Reti       | Comp            | Pres            | Reti            | Comp               | Pres               | Reti               | Comp        | Pres        | Reti        | Pres   | Reti   |        |
| ------------------ | ------------------ | ------------------ | ---------- | ---------- | --------------- | --------------- | --------------- | ------------------ | ------------------ | ------------------ | ----------- | ----------- | ----------- | ------ | ------ | ------ |
| 2023               | IFK Värnamo        | A                  | 4          | 0          | CS              | 0               | 0               | -                  | -                  | -                  | -           | -           | -           | 4      | 0      |        |
| 2024               | IFK Värnamo        | A                  | 11         | 0          | CS+CS           | 0               | 0               | -                  | -                  | -                  | -           | -           | -           | 11     | 0      |        |
| Totale IFK Varnamo | Totale IFK Varnamo | Totale IFK Varnamo | 15         | 2          |                 | 0               | 0               |                    | -                  | -                  |             | -           | -           | 15     | 0      |        |
| 2024-2025          | Osijek             | HNL                | 15         | 2          | CC              | 2               | 0               | UECL               | 0                  | 0                  | -           | -           | -           | 17     | 2      |        |
| Totale carriera    | Totale carriera    | Totale carriera    | 30         | 2          |                 | 2               | 0               |                    | 0                  | 0                  |             | -           | -           | 32     | 2      |        |

## Palmarès

### Club

#### Competizioni giovanili
- Campionato Primavera 1: 1

Lecce: 2022-2023